# Deep Space Habitat

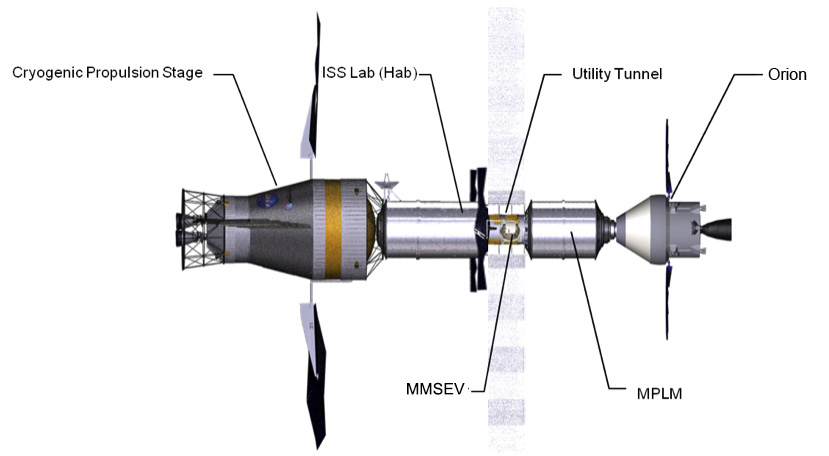
Modello del Deep Space Habitat e del modulo propulsivo.

Il Deep Space Habitat, meglio conosciuto con la sigla DSH, è un progetto preliminarmente esposto all'inizio dell'aprile 2012 dalla NASA.
Il DHS è un mezzo per il viaggio spaziale oltre l'orbita terrestre, infatti è destinato soprattutto a posizionarsi sui punti di Lagrange. È stato progettato in due versioni principali:
- versione per una permanenza di 60 giorni;
- versione per una permanenza di 500 giorni;

È stato reso noto dall'agenzia statunitense che il veicolo sarà quasi completamente costituito da tecnologie già sviluppate, come un modulo simile al laboratorio Destiny attualmente agganciato alla Stazione spaziale internazionale, un MPLM e un corridoio che collega le due parti precedentemente menzionate.